# ربيعة مشرنن
ربيعة مشرنن سياسية جزائرية، شغلت منصب وزيرة منتدبة لدى رئيس الحكومة، مكلف بالتضامن الوطني العائلة بحكومة أويحيى الأولى، ثم وزيرة التضامن الوطني والعائلة بحكومة أويحيى الثانية، وحكومة حمداني.